# Svenska murareförbundet
Svenska murareförbundet var ett svenskt fackförbund inom Landsorganisationen (LO) som ursprungligen bildades 1890 som Skånska murareförbundet men 1892 namnändrades till Svenska murareförbundet och upphörde 1961 då det uppgick i Svenska byggnadsarbetareförbundet. 

## Historia
- 1882 bildades landets första murarefackförening i Malmö. Senare bildades flera föreningar i Skåne.
- 1890 gick föreningarna i Lund, Malmö, Hälsingborg och Ystad samman och bildade Skånska murareförbundet. Ordförande blev Johannes Lundahl.
- 1892 bytte man namn till Svenska murareförbundet och då fanns det sju avdelningar med 629 medlemmar.
- 1893 inrättades strejkkassa och 1898 begravningskassa.
- 1909 deltog förbundet i storstrejken.
- 1923 hade förbundet 2808 medlemmar. [1]
- 1928 anslöts förbundet till det gemensamma förhandlingsorganet Samverkande byggnadsfackförbunden.
- 1929 löstes de ständiga konflikterna med Svenska kakel- och plattarbetareförbundet då de kakelugns- och plattsättare som var medlemmar där gick över till Murareförbundet.
- 1940 startades Svenska riksbyggen av Murareförbundet tillsammans med Svenska byggnadsträarbetareförbundet.
- 1949 bildades Murarnas erkända arbetslöshetskassa.
- 1950 hade förbundet 216 avdelningar med 14103 medlemmar.
- 1961 uppgick förbundet i Svenska byggnadsarbetareförbundet efter att förslaget om samgående fått knapp majoritet på kongressen 1960. Tidigare hade medlemmarna två gånger, 1936 och 1944, röstat mot ett samgående.

## Ordförande
- Nils Persson 1894-1922
- Victor Björkman 1922-1950
- Gösta Bengtsson 1950-1960

### Fotnoter
1. ↑  Nordin, Rune (1981). Den fackliga arbetarrörelsen. 1, Uppkomst och utveckling (1. uppl.). Stockholm: Prisma i samarbete med Landsorganisationen i Sverige. Libris 256335. ISBN 91-518-1470-6 (inb.)